# مجدي شعبان
مجدي شعبان ، لاعب كرة قدم عماني. لعب مع منتخب عمان لكرة القدم.

## كأس الخليج 1998
سجل هدفين في مرمى منتخب الإمارات لكرة القدم.